# Юлбашево
Юлбашево (баш. Юлбаш) — деревня в Кугарчинском районе Республики Башкортостан Российской Федерации. Входит в состав Ялчинского сельсовета. 

## География

### Географическое положение
Расстояние до:
- районного центра (Мраково): 40 км,
- центра сельсовета (Ялчино): 5 км,
- ближайшей ж/д станции (Мелеуз): 30 км.

## Население
| 2002 | 2009 | 2010 |
| ---- | ---- | ---- |
| 32   | ↗34  | ↗35  |